# Horia Crișan
Horia Alexandru Crișan (sinh ngày 27 tháng 6 năm 1991) là một cầu thủ bóng đá người România thi đấu ở vị trí hậu vệ cho Știința Miroslava. Crișan có màn ra mắt tại Liga I vào ngày 27 tháng 4 năm 2014 cho Dinamo București trong chiến thắng 3-1 trước Concordia Chiajna. Anh khởi đầu sự nghiệp tại Viitorul Constanța và cũng thi đấu ở Liga II cho nhiều đội bóng: Juventus București, Fortuna Poiana Câmpina, Șoimii Pâncota hay Sportul Snagov. Crișan thi đấu ở Hungary cho Putnok và Vasas và ở Litva cho Kruoja Pakruojis.